# Erwan Dujardin
 (juin 2020).
Si vous disposez d'ouvrages ou d'articles de référence ou si vous connaissez des sites web de qualité traitant du thème abordé ici, merci de compléter l'article en donnant les références utiles à sa vérifiabilité et en les liant à la section « Notes et références ».
Erwan Dujardin est un acteur français, né à Caen. 
Sa carrière débute vraiment en 1994 en jouant un petit rôle dans La Reine Margot de Patrice Chéreau. Puis l'année suivante il tient le second rôle dans Sortez des rangs réalisé par Jean-Denis Robert et produit par le père du réalisateur, Yves Robert. Il joue également dans de nombreuses séries télévisées et courts métrages.

## Théâtre
- l'opera des marmots 1987 - 1990
- Poil de carotte 1992 - 1993
- Le tartuffe 2003 - 2004
- Les Confessions d'un musulman de mauvaise foi 2004 - 2006

## Filmographie

### Cinéma
- 1994 : La Reine Margot de Patrice Chéreau
- 1995 : Sortez des rangs de Jean-Denis Robert

### Télévision
- La nuit des héros 1992 - Épisode "Le Miraculé"
- La nuit des héros 1993 - Épisode "Contre vents et marées"
- Crimes en série 2000 - Épisode "Le Disciple"
- Tout pour être heureux 2003
- C'est comme ça ! 2004 - Saison 1
- C'est comme ça ! 2005 - Saison 2
- Plus belle la vie 2006 - Saison 2 : Hugo Vivier
- C'est comme ça ! 2006 - Saison 3
- Duval et Moretti 2007 - Épisode "Une odeur de poudre"
- Comprendre et pardonner 2009 - Épisode "Révélation"
- Le Jour où tout a basculé 2012 - Épisode "Liaison très dangereuse"

### Courts Métrages
- Les Aventures de Mr Tristounet  un film d'Eric SERAFINI 2000 (titre de la version finale:Pour l'amour d'une Ondine)
- Le petit cri 2000
- En sourdine 2003
- Comment Paul a reussi sa vie 2004

## Radio
- L'illusion (France Culture)